# Roquefort (Landes)
Roquefort település Franciaországban, Landes megyében. Lakosainak száma 1987 fő (2022. január 1.). Roquefort Arue, Pouydesseaux, Saint-Gor és Sarbazan községekkel határos.

## Népesség
A település népessége az elmúlt években az alábbi módon változott:
| Lakosok száma | 2170 | 1828 | 1821 | 1903 | 1855 | 1879 | 1892 | 1898 | 1927 | 1987 |
|               | 1968 | 1982 | 1990 | 2006 | 2013 | 2015 | 2017 | 2019 | 2020 | 2022 |